# Ravensthorpe, West Yorkshire
Ravensthorpe är en ort i distriktet Kirklees, i grevskapet West Yorkshire, i England. Ravensthorpe var en civil parish från 1894 till 1925 då den blev en del av Dewsbury. Denna civil parish hade 6 719 invånare år 1921. Ravensthorpe var ett distrikt från 1894 till 1910. Byn nämndes i Domedagsboken (Domesday Book) år 1086, och kallades då Ravenestorp/Ravenetorp.